# برادویو پومپانو پارک
برادویو پومپانو پارک (به انگلیسی: Broadview-Pompano Park) یک منطقهٔ مسکونی در ایالات متحده آمریکا است که در شهرستان براوارد، فلوریدا واقع شده‌است. برادویو پومپانو پارک ۱٫۵ کیلومتر مربع مساحت و ۵٬۳۱۴ نفر جمعیت دارد.